# Немања Васић
Немања Васић (Прњавор, 30. октобар 1954) је српски политичар и предузетник из Републике Српске. Члан је Српске демократске странке. Обављао је функцију председник Спољнотрговинске коморе Босне и Херцеговине у периоду од 1 јула 2018. до 30. јуна 2022. године. Такође је власник месне индустрије Тривас.

## Биографија и политичка каријера
Немања Васић је рођен у Прњавору, 30. октобра 1954. године. Завршио је Економски факултет у Београду.
У политику је ушао крајем осамдесетих година и члан је Српске демократске странке од њеног првог дана. Обављао је дужност председника Скупштине општине Прњавор у периоду од 1990. до 1997. године и је био народни посланик у Народној скупштини Републике Српске у 3 мандата, са тим да је био изабран за четврти манадат, али је одустао од четвртог мандата.
Обављао је функцију директора Дирекције путева Републике Српске до 2004. године када га је сменио тадашњи високи представник БиХ.
Био је директор Фудбалског Клуба Љубић.

## Смењивање са функција 2004-2009
Васић је 2004. године смењен са фунцкије Директора Дирекције путева Републике Српске, одлуком тадашњег високог представника за БиХ. Поред њега, смењено је било још 58 функционера СДС-а. Две године касније, припадници НАТО-а су претресли његову кућу, узели све мобилне телефоне и компјутере, такође и 100.000 евра. Разлог је била наводна сумња да је тим новцем финансирао Радована Караџића. Немања је након претреса за медије рекао следеће: "Распитивали су се о Караџићу и Младићу. Нисам им могао пружити никвакве информације, јер сам Караџића последни пут видео 1996. на Палама." Годину дана касније су му враћене ствари, а у августу 2009. године је рехабилитован и враћен у политички живот.
2005. године у Хагу је сведочио у одбрани Момчила Крајишника, првог председника скупштине Републике Српске и некадашњег члана председништва. Разлог тога је било оптуживање Крајишника за прогон несрпског становништва из ове општине. Васић је негирао ове тврдње и рекао да су се Срби уочи рата осећали угрожено, нарочито након злочина у селу Сијековац из марта 1992. Такође је негирао да су Вукови са Вучијака били под контролом Крајишника и врховне власти града, као и да они нису били разлог одласка Муслиманског становништва.
У Хагу је такође изјавио да је још увек следбеник политике Радована Караџића, као и да га цени.

## Предузетништво
Немања Васић је такође веома успешан предузетник. На почетку је држао Фирму Невас, а 2001. отвара месну индустрију Тривас, која и данас добро функционише. Почела је са радом 2006. године, а данас је фирма средње величине са 83 радника.